# Mikkel Rev
Mikkel Rev, Suite i 5 variasjoner over en kjnet melodi is een compositie van Nils Henrik Asheim. Hij schreef het werk toen hij zeventien jaar oud was. Van de latere experimentele muziek van deze Noorse componist is in deze suite voor quatre-mains-piano nog niets te merken. Het is een muzikaal niemendalletje, waarbij vijf variaties op een bekend (Noors) volksliedje worden gespeeld.
De stijlen voor dit werk, dat vooral bekendheid geniet bij jonge pianisten (omdat het lekker wegspeelt), zijn “gestolen” van andere componisten, die hun voetsporen als jaren her hadden verdiend. Johann Sebastian Bach, Wolfgang Amadeus Mozart, Edvard Grieg en Frédéric Chopin komen voorbij, deel 5 is bestemd voor een 20e-eeuwse muziekstijl, jazz.
De vijf deeltjes:
1. Andante
2. Andantino
3. Allegro ma non troppo
4. Tranquilo
5. Swing tempo

Mikkel Rev is de Noorse variant op Van den vos Reynaerde. Asheim schreef ook een Kantate for Mikkel Rev (1982).